# Synodontis leopardus
Synodontis leoparda är en fiskart som beskrevs av Pfeffer, 1896. Synodontis leoparda ingår i släktet Synodontis och familjen Mochokidae. IUCN kategoriserar arten globalt som livskraftig. Inga underarter finns listade i Catalogue of Life.